# Stiftsgården

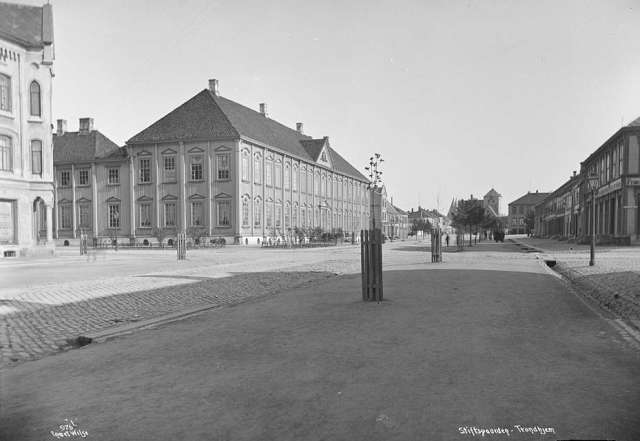
Ulica przy Stiftsgården (1880–90)

Stiftsgården – (Dom Założyciela), królewska rezydencja położona w Trondheim w Norwegii.
Wybudowany w latach 1774–1778 dla Cecilie Christine Schøller pałac jest największą drewnianą budowlą w Skandynawii. Zbudowany jest w stylu barokowym, z elementami rokoko i klasycyzmu. W 1997 przeprowadzono odnowę sąsiadującego z pałacem ogrodu Stiftsgårdenparken.
Posiada 140 pokoi o łącznej powierzchni 4000 m².